# Christian Gonzales y Herrera
Christian Gonzales y Herrera (Venezia, 14 agosto 1963) è un maestro di karate italiano.
Membro dell'Associazione Nazionale Atleti Olimpici e Azzurri d'Italia (che fa parte della WOA - World Olimpic Association)
membro del Museo Azzurri e Olimpici d'Italia.

## Biografia
Nato in Italia da padre cubano e madre italiana. Vive e lavora a Venezia dove dirige l'Accademia Arti Marziali Venezia.

## Il karate
Cintura nera 6º dan, stile Shotokan, Docente Regionale Veneto e Responsabile Veneto per lo stile Shotokan FIJLKAM-CONI, responsabile per lo stile Shotokan della commissione d'esame AICS-CONI.
Ha iniziato la pratica del Karate-do nel 1970 con il Maestro Bruno De Michelis, sotto la guida del quale ha conseguito la cintura nera nel 1974, all'età di undici anni. A tredici anni ha vinto il suo primo campionato italiano.
All'età di quindici anni è partito per il Giappone per un periodo di formazione di otto mesi con il Maestro Hiroshi Shirai.
Tre anni dopo, sotto la guida del Maestro Hiroshi Shirai, allora direttore Tecnico della Nazionale italiana ha cominciato la sua lunga attività di atleta nazionale e internazionale vincendo, fino ad oggi, 12 medaglie ai campionati italiani tra kata e kumite, 8 medaglie ai campionati europei, di cui 6 ori e l'argento alla Coppa del Mondo nel 1984 a Budapest in Ungheria, in squadra con Carlo Fugazza e Dario Marchini. Nel 2010 ha vinto la medaglia d'argento allo USA Open a Las Vegas, nel 2011 un argento e un bronzo allo European Master Games e nel 2013 vince l'oro nel Campionato del Mondo per Club-Acli e l'argento al World Master Games.

## La scrittura
Ha collaborato con numerose riviste sportive come  "Trenta di Sport", "Sportivo" e "Yoi" con la quale tuttora collabora, scrivendo articoli tecnici, resoconti di gara e brevi racconti sul karate.
Ha esordito nella narrativa con il romanzo thriller L'Orrore del Lupo Il Ciliegio Edizioni, 2013.
Il personaggio principale del romanzo è un esperto di arti marziali che, superando certi limiti invalicabili di ricerca introspettiva sia fisica che psicologica, raggiunge quello che l'autore chiama "l'orrore". Questa nuova e pericolosa conoscenza di sé lo porta a diventare un killer. Uccide delinquenti e assassini incaricato da un governo ombra e arriva là dove la giustizia non può o non riesce. In uno dei suoi incarichi deve uccidere un trafficante d'armi che risiede in Sudafrica. Ma il trafficante d'armi, a sua volta, sta proteggendo una ragazza della quale il killer, suo malgrado, si innamora. Pare che la ragazza, ex moglie di un grosso avvocato trovato assassinato qualche tempo prima, nasconda importanti documenti contenenti informazioni scottanti su politici e pezzi grossi dell'economia mondiale. Il killer, quindi, un po' per amore e un po' per convenienza, decide di allearsi con il trafficante d'armi e, assieme a lui e alla ragazza, inizia un'avventuraosa fuga in giro per il mondo.